# Dupnica
Dupnica (in bulgaro Дупница?) è un comune bulgaro situato nel distretto di Kjustendil di 56 176 abitanti (dati 2009). La sede comunale è nella località omonima.

## Località
Il comune è formato dall'insieme delle seguenti località:
- Dupnica (sede comunale)
- Balanovo
- Bistrica
- Blatino
- Gramade
- Deljan
- Džerman
- Djakovo
- Krajni Dol
- Krajnici
- Kremenik
- Palatovo
- Piperevo
- Samoranovo
- Topolnica
- Červen breg
- Jahinovo